# Nectanebo I in grovacca (EA22)
La lastra di Nectanebo I (EA22), in grovacca, è un'antica lastra egizia raffigurante il faraone Nectanebo I (379/8–361/0 a.C.), fondatore della XXX dinastia egizia. Si trova al British Museum di Londra sin dal 1766.

## Descrizione
Si tratta della sezione rettangolare di un'architettura risalente al regno quasi ventennale di Nectanebo I; entrambi i lati (uno ben conservato, l'altro assai meno) sono decorati con scene d'offerta agli dei. Le figure si trovano su uno zoccolo inciso, attraversato da fini nicchie geometriche; la cornice che sormonta la lastra era originariamente sormontata da una fila di falchi di cui si sono conservate solamente le zampe, mentre la cornice del retro è completamente scomparsa (forse vi figurava una fila di cobra eretti).

### Verso
Sempre sul retro, il faraone compare inginocchiato, quasi prosternato con una gamba tesa all'indietro, al cospetto di un dio la cui immagine è estremamente danneggiata; alle sue spalle, un dio dalla testa d'animale si volge a destra (qui la scena si interrompe: anche quest'ultima divinità riceveva verosimilmente l'omaggio del faraone). L'iscrizione geroglifica identifica appunto il sovrano con Nectanebo I. Gli ingenti danni riportati da questo lato della lastra sono di varia natura e risalgono a epoche diverse: le figure ormai quasi scomparse nella parte posteriore sembrano essere state scalpellate volontariamente, mentre le iscrizioni sono intatte; le parti sporgenti del "cornicione" superiore furono rimosse per rendere più uniforme la superficie della lastra, probabilmente in vista di riutilizzo non meglio identificato.

### Recto
Fatti salvi due buchi non originali, la parte anteriore è in uno stato di conservazione eccellente e permette di apprezzare la figura sola di re Nectanebo I genuflesso, intento a presentare una forma di pane; si tratta della posa tradizionale dei faraoni offerenti. Il disegno del fisico di Nectanebo I (e specialmente il petto, il torso e l'addome reso con morbidezza — si veda l'ombelico) è tipico dell'arte egizia della tarda XXV dinastia. Le lunghe e affusolate dita delle mani sono invece più proprie della XXX dinastia. Elemento notevole della effigie del sovrano è la sua testa sormontata da un inusuale copricapo a cuffia completato dall'ureo regale. Il viso, adunco e con doppio mento, grandi orbite tonde e naso e labbra delicati, ha cenni di un realismo straordinario: è comunemente ritenuto un vero e proprio ritratto di Nectanebo I (difatti compare, assai simile, in almeno altri due reperti).